# 西杉町
西杉町（にしすぎちょう）は、愛知県名古屋市北区にあった地名。
現在の同区清水の一部に相当する。

## 地理
東から南は清水町、北から西は金作町、西は八坪町と接していた。

## 歴史

### 沿革
- 1934年（昭和9年）6月1日 - 東区杉村町字大和屋敷・八坪・金作の各一部より同区西杉町として成立[3]。
- 1944年（昭和19年）2月11日 - 北区成立に伴い、同区西杉町となる。
- 1980年（昭和55年） - 住居表示実施に伴い、清水に編入され消滅[1]。